# 나나데시
나나데시는 호이살라 시대에 가장 큰 무역 협회 중 하나로 조직된 무역상들의 길드였다. 그들은 말라야, 마가다, 코살라, 네팔, 페르시아와 같은 외국을 포함하여 많은 지역과 중요한 무역 접촉을 발전시켰다. 그들은 지역 사회에서 존경을 받았고 사원과 마타에 대한 기부를 아끼지 않았다. 나가람은 지역 상인들을 위해 사용되었지만 나나데시라는 용어는 "다른 왕국의 무역상"을 의미한다. 그것은 또한 8세기에 유명한 길드였다.

## 참고 문헌
- Nilakanta Sastri, K.A. (1955). A History of South India, OUP, New Delhi (Reprinted 2002) ISBN 0-19-560686-8.